# Riksmötet 1980/1981
Riksmötet 1980/81 var Sveriges riksdags verksamhetsår 1980–1981. Det pågick från riksmötets öppnande den 7 oktober 1980 till riksmötets avslutning den 10 juni 1981.
Riksdagens talman under riksmötet 1980/81 var Ingemund Bengtsson (S).